# Hydroptila panchaoi
Hydroptila panchaoi är en nattsländeart som beskrevs av Schmid 1960. Hydroptila panchaoi ingår i släktet Hydroptila och familjen smånattsländor. Inga underarter finns listade i Catalogue of Life.